# Galda de Jos
Galda de Jos é uma comuna romena localizada no distrito de Alba, na região histórica da Transilvânia. A comuna possui uma área de 106.00 km² e sua população era de 4530 habitantes segundo o censo de 2007.